# Boris Cyrulnik
Boris Cyrulnik (Bordeus, 26 de juliol de 1937) és neuròleg, psiquiatre i psicoanalista i un dels fundadors de l'etologia humana. Professor de la Universitat de Toló a la Provença, i responsable d'un grup d'investigació en etologia clínica a l'Hospital de Toló, és també autor de nombrosos llibres.
Boris Cyrulnik ha estat la primera persona en conceptualitzar la noció de resiliència psicològica, motivat pel fet que amb set anys va veure com tota la seva família, emigrants jueus d'origen rus, eren deportats a camps de concentració nazi dels que no van tornar mai.
El 12 de gener de 1944, quan Cyrulnik tenia set anys, va començar a córrer fins a aconseguir amagar-se aprofitant el tumult format pels soldats alemanys que feien presoners els jueus reunits en una sinagoga de Bordeus. Sense pare i sense mare a causa de les circumstàncies de la guerra, perseguit per ser jueu, anant de casa en casa, arrestat i fugit de nou. Entrà a l'escola per primera vegada als onze anys, un cop acabada la Segona Guerra Mundial. Les seves circumstàncies personals no auguraven un futur prometedor, però quinze anys després es va convertir en neuropsiquiatre, A més, ha centrat la seva atenció en camps com la psicologia, la biologia, l'anatomia, la sociologia, la filosofia o l'estètica i és un dels fundadors de l'etologia humana. Ha dedicat la seva carrera sobretot al tractament de nens traumatitzats.

## Obres

### En Castellà
- Morirse de vergüenza: El miedo a la mirada del otro, Ed. Random House Mondadori, ISBN 978-84-9992-137-2
- Los patitos feos, Ed. Gedisa, ISBN 978-84-7432-926-1
- El encantamiento del mundo, Ed. Gedisa, ISBN 978-84-7432-927-8
- El murmullo de los fantasmas, Ed. Gedisa, ISBN 978-84-7432-987-2
- Del gesto a la palabra, Ed. Gedisa, ISBN 978-84-9784-043-9
- El amor que nos cura, Ed. Gedisa, ISBN 978-84-9784-085-9
- Bajo el signo del vínculo, Ed. Gedisa, ISBN 978-84-9784-042-2
- De cuerpo y alma, Ed. Gedisa, 2007 ISBN 978-84-9784-189-4
- Autobiografía de un espantapájaros, Ed. Gedisa, 2009 ISBN 978-84-9784-352-2
- Me acuerdo, Ed. Gedisa, 2010 ISBN 978-84 9784-527-4

### En francès
- Mémoire de singe et paroles d'homme, éd. Hachette, 1983
- Sous le signe du lien, éd. Hachette, 1989 ; rééd. Fayard/Pluriel, 2010
- La Naissance du sens, éd. Hachette, 1991
- Les Nourritures affectives, éd. Odile Jacob, 1993
- De la parole comme d'une molécule, avec Émile Noël, éd. Seuil, 1995
- L'Ensorcellement du monde, éd. Odile Jacob, 1997
- La Naissance du sens, Hachette Littérature, 1998. (ISBN 978-2012788916)

- Un merveilleux malheur, éd. Odile Jacob, 1999 ; réédition 2002 (ISBN 2-7381-1125-4).
- Dialogue sur la nature humaine, avec Edgar Morin, Éditions de l'Aube, 2000
  - Dialogue sur la nature humaine, avec Edgar Morin, Éditions de l'Aube, 2010
  - Dialogue sur la nature humaine, version illustrée, avec Edgar Morin, Éditions de l'Aube, 2015
- Les Vilains Petits Canards, éd. Odile Jacob, 2001 (ISBN 2-7381-0944-6)
- L'Homme, la Science et la Société, Éditions de l'Aube, 2003
- Le Murmure des fantômes, éd. Odile Jacob, 2003 ; éd. Odile Jacob poches, 2005. (ISBN 2-7381-1674-4)

- Parler d'amour au bord du gouffre, éd. Odile Jacob, 2004

- La petite sirène de Copenhague, Éditions de l'Aube, 2005 ; rééd. 2012
- De chair et d'âme, éd. Odile Jacob, 2006
- Autobiographie d'un épouvantail, éd. Odile Jacob, 2008, prix Renaudot de l'essai, 200833. (ISBN 978-2-7381-2398-5)
- Je me souviens…, éd. L'Esprit du temps, coll. « Textes essentiels », 2009 ( éd. Odile Jacob poches, 2010) (ISBN 978-2-7381-2471-5)
- Mourir de dire: La honte, éd. Odile Jacob, 2010. (ISBN 978-2-7381-2505-7)
- Quand un enfant se donne « la mort », éd. Odile Jacob, 2011, (ISBN 978-2-7381-2688-7)
- Résiliences. Connaissances de bases, avec Gérard Jorland, éd. Odile Jacob, 2012, (ISBN 978-2-7381-2818-8)
- Sauve-toi, la vie t'appelle, éd. Odile Jacob, 2012. (ISBN 978-2-7381-2862-1)
- Les âmes blessées, éd. Odile Jacob, 2014, (ISBN 978-2-7381-3146-1)
- Boris Cyrulnik,, Éditions Odile Jacob, 2016, 230 p. (ISBN 978-2-7381-3394-6)